# Монео, Рафаэль
Хосе́ Рафаэ́ль Моне́о Валье́с (исп. José Rafael Moneo Vallés; род. 9 мая 1937, Тудела) — испанский архитектор.

## Биография
Окончил Мадридский политехнический университет. Преподавал архитектуру в разных странах мира, в 1985—1990 годах возглавлял Гарвардскую школу дизайна.

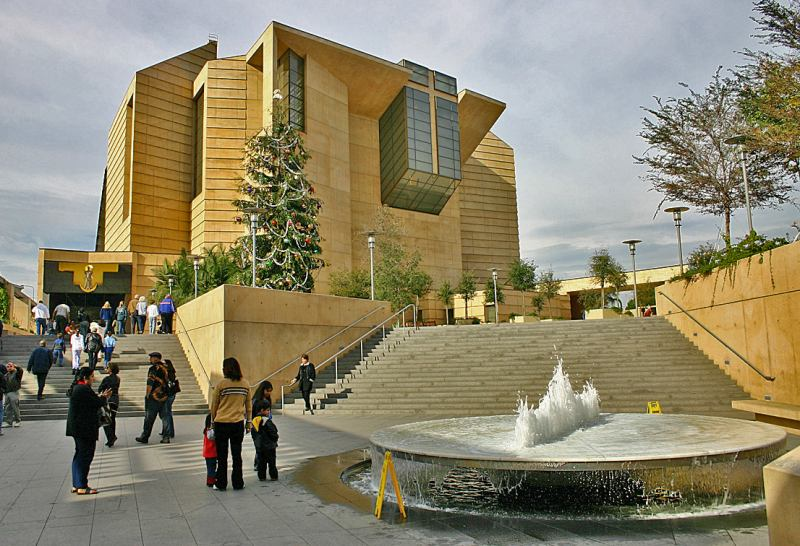
Собор Богоматери в Лос-Анджелесе

Среди важнейших проектов Монео — Национальный музей римского искусства в Мериде, Музей Хуана Миро в Мальорке, ратуши в Логроньо и Мурсии. По проектам Монео были произведены расширения и пристройки мадридского железнодорожного вокзала Аточа, музея Прадо и дворца Вильяэрмоса (Музей коллекции Тиссена-Борнемисы) в Мадриде.
В США Монео спроектировал собор Богоматери Ангелов в Лос-Анджелесе и Музей изобразительного искусства в Хьюстоне.
В 1993 году удостоен премии Рольфа Шока, в 1996 году — Прицкеровской премии и в 1998 году — премии Фельтринелли.